# 万西-马讷夫尔
万西-马讷夫尔（法語：Vincy-Manœuvre，法語發音：[vɛ̃si manœvʁ]）是法国法蘭西島大區塞纳-马恩省的一个市镇，属于莫城区。该市镇由万西（Vincy）和马讷夫尔（Manœuvre）两个村庄组成。

## 地理
万西-马讷夫尔（49°4'44"N, 2°57'48"E）面积4.96 平方千米，位于法国法蘭西島大區塞纳-马恩省，该省份为法国北部内陆省份，北起瓦兹省，西接埃松省、马恩河谷省、塞纳-圣但尼省和瓦兹河谷省，南至卢瓦雷省，东南接约讷省，东临马恩省和奥布省，东北接埃纳省。
与万西-马讷夫尔接壤的市镇（或旧市镇、城区）包括：米尔蒂安地区阿西、雷-福斯马丹、米尔蒂安地区罗苏瓦、埃特雷皮伊、勒普莱西普拉西、皮雪、米尔蒂安地区特罗西。

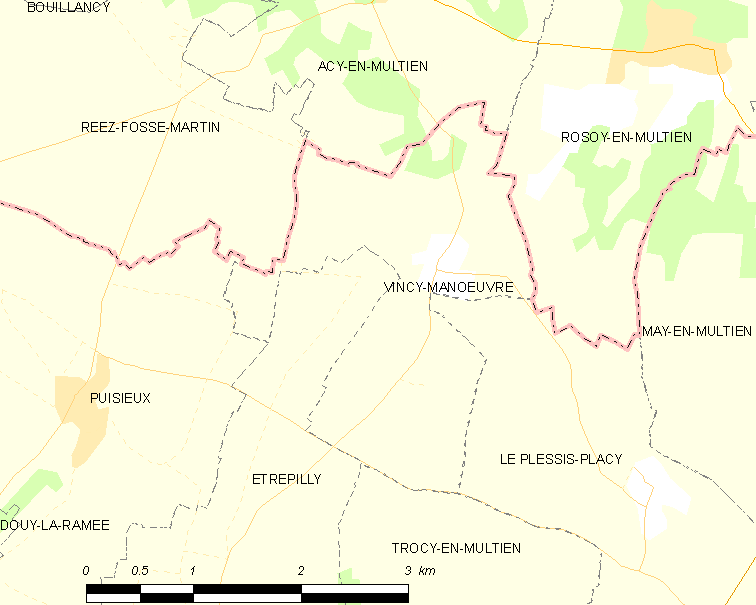
万西-马讷夫尔的OSM定位图

万西-马讷夫尔的时区为UTC+01:00、UTC+02:00（夏令时）。

## 行政
万西-马讷夫尔的邮政编码为77139，INSEE市镇编码为77526。

## 政治
万西-马讷夫尔所属的省级选区为拉费泰苏茹阿尔县。

## 人口

1962-2008年间万西-马讷夫尔人口变化图示

万西-马讷夫尔于2022年1月1日时的人口数量为274人。